# Hirola okularowa
Hirola okularowa (Beatragus hunteri) – gatunek ssaka z rodziny wołowatych zamieszkujący sawanny w Kenii i Somalii. Jedyny przedstawiciel rodzaju hirola.

## Występowanie
Zaobserwowano go na terenie pomiędzy rzeką Tana w Kenii, a rzeką Juba w Somalii. Introdukowany w Tsavo National Park w Kenii.

## Charakterystyka

### Wygląd
Hirola okularowa ma od 100 do 125 centymetrów wysokości i waży od 65 do 155 kilogramów. Długość ciała tego gatunku wynosi od 120 cm do 250 cm. Mają nie długi ogon mierzący od 30 do 45 cm długości. Ich rogi są kanciaste i rozszerzone. Występuje w odcieniach od jasnobrązowych do szarych. Mają białą linię nad oczami.

### Rozmnażanie
Sezon godowy jest raz w roku i odbywa się w marcu oraz kwietniu. Po ciąży trwającej od 7 do 8 miesięcy rodzi się zazwyczaj jedno młode. Osiąga ono dojrzałość płciową, zależnie od płci, od 2 do 4 lat.

### Ekologia
Żyją średnio 10 lat w niewoli, na wolności nie zbadano długości ich życia. Stada składają się z jednego samca, który pilnuje swojego terytorium, oraz kilku samic razem z młodymi. Zwykle liczą 15-40 osobników. Są aktywne w dzień oraz wieczorem. Są roślinożerne, żywią się trawami oraz ziołami. Mogą wytrzymać długo bez wody, magazynują tłuszcz oraz unikają aktywności

## Zagrożenie
Kiedy w 1963r. zgłoszono jego zagrożenie przeniesiono niewielką populację do Tsavo National Park. W roku 1996 w populacja w parku liczyła 56 osobników. W tym samym roku do parku trafiło kolejne 35 osobników, w celu zwiększenia różnorodności genetycznej.
Zaobserwowano dwa drastyczne spadki ich liczebności:
- w 1976–1978 z 14 tys. osobników do 2 tys. spowodowane nieznanymi przyczynami
- w 1995 z 2 tys. do około 300 spowodowane kłusownictwem

Gatunek posiada kategoria CR (krytycznie zagrożone) w klasyfikacji Międzynarodowej Unii Ochrony Przyrody.